# اریک لارسن (تنیس‌باز)
اریک لارسن (انگلیسی: Erik Larsen؛ زاده ۲۳ اوت ۱۸۸۰) یک تنیس‌باز اهل دانمارک است.